# یوزف هیکرسبرگر
یوزف هیکرسبرگر (انگلیسی: Josef Hickersberger؛ زادهٔ ۲۷ آوریل ۱۹۴۸) یک بازیکن فوتبال و سرمربی اهل اتریش است.
از باشگاه‌هایی که در آن بازی کرده‌است می‌توان به باشگاه فوتبال فورتونا دوسلدورف، کیکرز اوفنباخ، باشگاه فوتبال راپید وین، باشگاه فوتبال آستریا وین و تیم ملی فوتبال اتریش اشاره کرد.